# 岩崎川 (愛知県)
岩崎川（いわさきがわ）は、愛知県日進市内を流れる天白川水系の二級河川。

## 概要
日進市藤島町の岩藤丘陵と藤島丘陵の境界に源を発し、西へ流れる。途中で大清水川、北新田川、竹田川、菊水川、本田川を合わせ、同市野方町で天白川に合流する。総延長は約6.3 kmで、このうち二級河川としての区間は、岩藤町の金剛橋から上流側へ約50 mの位置にある堰までの約4.0 kmである。それより上流約2.3 kmは普通河川区間であり、岩藤川と呼ばれている（岩藤新田川と表記されることもある）。
上流部の流路周辺は主に市街地や農地、下流部は主に農地となっている。

## ため池
- 岩藤新池（日進市岩藤町大清水）

## 橋梁
※下流側より記載
- 昭和橋
- 兼場橋（人道橋）
- 平成橋
- 大向橋（愛知県道57号瀬戸大府東海線）
- 岩崎橋
- 新岩崎橋（愛知県道217号岩藤名古屋線）
- 梅ノ木橋
- 天王橋（愛知県道233号岩作諸輪線）
- 相野山橋
- 岩崎川橋（東名高速道路）
- 北藤橋
- 一ノ井橋
- 金剛橋
- 新池下橋
- 新池上橋